# Полковников, Пётр Васильевич
Пётр Васильевич Полковников (1850—1906) — генерал-майор, кавалер ордена св. Георгия за штурм Геок-Тепе.

## Биография
Родился 19 ноября 1850 года в станице Кривянской на Дону, происходил из дворян Донского казачьего войска.
Образование получил в Воронежской военной гимназии, после чего 8 августа 1868 года поступил в Константиновское военное училище.
Выпущен из училища 21 июля 1870 года прапорщиком в артиллерию, служил в 20-й артиллерийской бригаде на Кавказе, в которой провёл большую часть своей службы и в течение двенадцати лет командовал там 4-й батареей. За это время он получил чины подпоручика (5 декабря 1870 года), поручика (31 октября 1871 года) и штабс-капитана (26 ноября 1874 года). В 1873 году награждён орденом св. Станислава 3-й степени.
Принимал участие в подавлении восстания в Дагестане в 1877 году, за отличие был произведён в штабс-капитаны (18 декабря 1878 года) и награждён орденом св. Анны 3-й степени с мечами и бантом (в 1879 году).
В 1879—1881 году Полковников находился в Закаспийской области и был в составе Красноводского отряда, дважды (в 1879 и 1880—1881 годах) принимал участие в походах против текинцев. За отличия в этих кампаниях он был произведён в подполковники (18 июня 1881 года), награждён орденом св. Владимира 4-й степени с мечами и бантом (в 1880 году), орденом св. Георгия 4-й степени (27 марта 1881 года) и золотой шашкой с надписью «За храбрость» (28 января 1882 года). В рескрипте на награждение Полковникова орденом св. Георгия 4-й степени было сказано:
При штурме Мельничной калы колонной подполковника Гайдарова, капитан Полковников, направив огонь своей батареи по неприятельским ретраншаменту и траверзам, уничтожил сильный фланговый огонь неприятеля и обратил в бегство те значительные толпы, которые шли против колонны, способствуя этим окончательному утверждению наших войск на важной позиции. При взятии крепости Денгиль-Тепе он искусно и разумно руководил стрельбою командуемой им батареи при пробитии бреши, а во время штурма её быстрым и смелым действием батареи остановил неприятеля и принудил его к отступлению. Затем, по занятии бреши, он быстро подвёз свою батарею и, открыв огонь по атакующему неприятелю, обратил его окончательно в паническое бегство.
В 1888 году Полковников получил орден св. Анны 2-й степени. Некоторое время был почётным мировым судьёй Владикавказского округа. 30 августа 1891 года он был произведён в полковники и 14 мая 1893 года назначен командиром 79-го пехотного Куринского полка. В 1894 году получил орден св. Владимира 3-й степени.
Произведённый 7 августа 1900 года в генерал-майоры Полковников был назначен начальником 3-й пехотной Сибирской бригады, с 28 февраля 1901 года командовал 4-й стрелковой бригадой. В 1903 году награждён орденом св. Станислава 1-й степени.
В начале 1905 года Полковников был направлен на Дальний Восток, где 9 марта принял в командование 3-ю Восточно-Сибирскую пехотную дивизию, а с 16 июля командовал 5-й Восточно-Сибирской стрелковой дивизией. За отличия в войне против Японии Полковников в 1906 году был награждён орденом св. Анны 1-й степени с мечами.
27 февраля 1906 года Полковников был переведён на должность командира 9-й пехотной дивизии в Полтаву, там он погиб в результате террористического акта 4 ноября 1906 года. Похоронен в Ромнах.
А. А. Майер оставил в своих записках о кампании 1880—1881 года оставил следующий портрет Полковникова:

Он — любимец фортуны, пули его не трогают, имеет большой успех у женщин и удивительно счастливо играет в карты — два последних обстоятельства обыкновенно, судя по пословице, не совпадают, но Пётр Васильевич в этом случае редкое исключение.